# 卡哈凱區

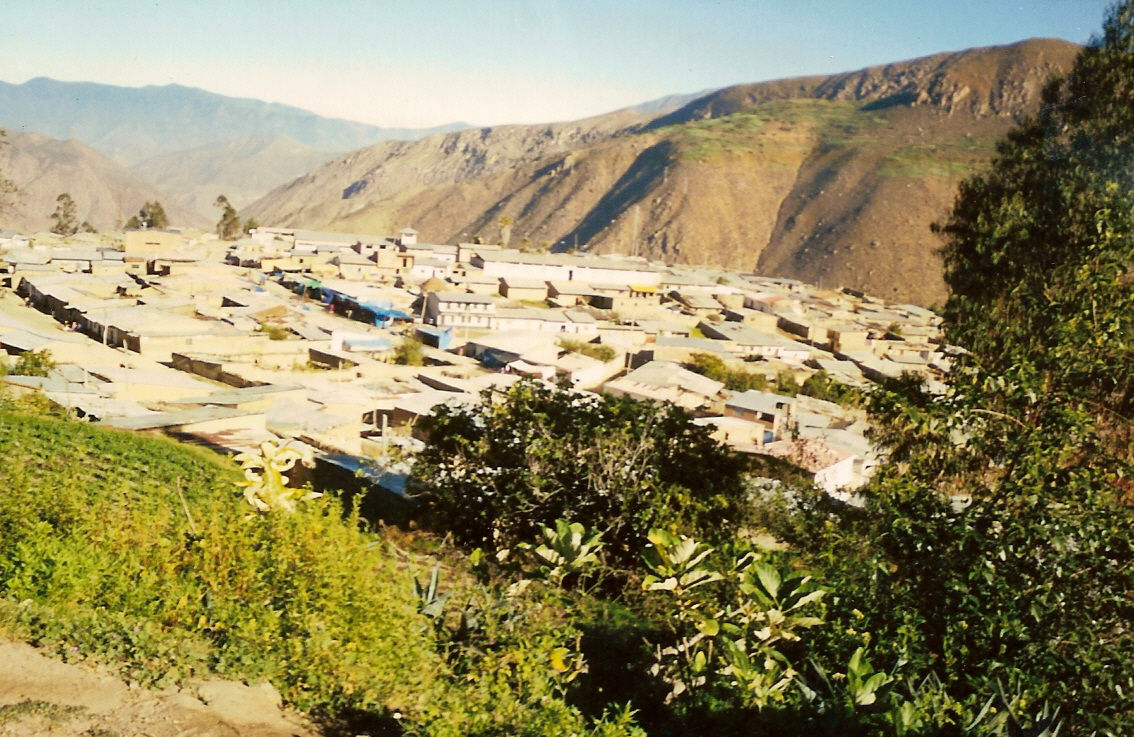

卡哈凱區（西班牙語：Distrito de Cajacay），是秘魯的一個區，位於該國北部安卡什大區的博洛涅西省，始建於1857年1月2日，面積193.06平方公里，海拔高度2,599米，2005年人口1,748，人口密度為每平方公里9.1人。